# Jean-Michel Belorgey
Pour les articles homonymes, voir Belorgey.
Jean-Michel Belorgey, né le 2 novembre 1944 à Paris, est un homme politique français membre du Parti socialiste. Il est député de l'Allier de 1981 à 1993.

## Biographie

### Jeunesse et études
Jean-Michel Belorgey est diplômé de l'Institut d'études politiques de Paris, où il fut membre de la Conférence Olivaint. Il est reçu à l'École nationale d'administration dont il est membre de la promotion Turgot. Il sort de l'ENA au Conseil d'État.

### Parcours professionnel
Il commence sa carrière administrative au début des années 1970, d'abord auprès de Jacques Delors au Secrétariat général de la formation professionnelle, puis de René Lenoir au ministère des Affaires sociales.
En 2001, il fait adopter la convention Belorgey qui tend à faciliter l'accès à une assurance pour les personnes présentant un « risque aggravé concernant leur état de santé ».
Il est président de la Section du rapport et des études du Conseil d’État de 2002 jusqu'au 3 novembre 2009, date à laquelle il est remplacé par Olivier Schrameck.
Il est le président du Comité européen des Droits sociaux, période durant laquelle il contribue à mettre en avant cette institution de contrôle des droits sociaux.
Il préside la Commission centrale d'aide sociale, dont il façonne la jurisprudence pour les allocataires du revenu minimum d'insertion (RMI).
Il est président du conseil d'administration de l'ancien Fonds d'Action sociale pour les travailleurs musulmans d'Algérie en métropole et pour leur famille (FAS) et par la suite de cette même institution qui changea de nom le 16 novembre 2001, le Fonds d'aide et de soutien pour l'intégration et la lutte contre les discriminations (FASILD), supprimé par la loi sur l'égalité des chances en 2006.
De 1997 à 1999, il a présidé Chrétiens et Sida. Il a également donné des cours à l'IEP de Paris.

### Parcours politique
Député socialiste de l'Allier, de 1981 à 1993, il se fait connaître à l'Assemblée nationale par son intérêt pour les sujets sociaux. 
Il préside de 1988 à 1993 la commission des Affaires culturelles, familiales et sociales de l’Assemblée nationale. À ce titre, il est souvent considéré comme l'un des pères du RMI. 
Avant sa victoire du 21 juin 1981 (avec 54,12% des suffrages exprimés et 4 500 voix d'avance sur Gabriel Péronnet), Jean-Michel Belorgey s'était présenté sans succès à trois élections : aux deux précédentes élections législatives de 1976 (élection anticipée à la suite du départ du gouvernement de Gabriel Péronnet) et 1978, où il est chaque fois arrivé en troisième position, derrière Gabriel Péronnet (radical, réélu les deux fois) et Charles Marcilly (PCF), mais avec un retard de seulement 300 voix sur ce dernier en 1978 ; il s'est également incliné face à Jacques Lacarin aux élections municipales de Vichy en 1977.
Il fonde, le 27 juin 1990, le Groupe d'études sur la question du Tibet de l'Assemblée nationale avec Louis de Broissia.
Ses rapports avec François Mitterrand étaient glaciaux[pourquoi ?].  
Il n'a pas exercé de mandats locaux.

## Synthèse des fonctions et mandats
- 1981-1986 - Député de la 4e circonscription de l'Allier (circonscription comprenant l'agglomération de Vichy)
- 1986-1988 - Député de l'Allier (scrutin proportionnel par liste départementale)
- 1988-1993 - Député de la 4e circonscription de l'Allier  (démissionne le 24 mars 1993[12])

## Œuvres

### Questions juridiques, politiques et sociales
- La politique sociale, préf. J. Delors, éd. Seghers, coll. Clés pour demain, 1976
- Le social c'est fini (sous le nom de Vingré), éd. Autrement, 1979
- La gauche et les pauvres, éd. Syros alternatives, 1988
- La Police au rapport : études sur la police, préf. H. Leclerc, éd. Presses universitaires de Nancy, 1991
- Le Parlement à refaire, éd. Gallimard, coll. "Le Débat", 1991
- Cent ans de vie associative, éd. Presses de Sciences Po, 2000
- Le Financement public des associations, avec Jean-François Merlet, éd. Juris, 2001
- Lutter contre les discriminations, éd. Maison des Sciences de l'Homme, 2001
- Refonder la protection sociale. Libre débat entre les gauches, éd. La Découverte, 2001
- Reconstruire l'action sociale, avec Michèle Chauvière et Jacques Ladssous, éd. Dunod, 2006
- Le droit d'asile, éd. LGDJ, 2013
- Scènes de la vie publique française. Propos indiscrets sur le monde politique, éd. Duboiris, 2015

### Essais, voyages et beaux-arts
- La vraie vie est ailleurs. Histoires de ruptures avec l'Occident, éd. Lattès, 1989
- Transfuges : voyages, ruptures et métamorphoses : des Occidentaux en d'autres mondes, éd. Autrement, 2000 (réédition mise à jour de La vraie vie est ailleurs)
- Vichy-Tombouctou dans la tête, éd. Bleu Autour, 1997[13]
- Femmes d'Afrique du Nord, cartes postales (1885-1930), avec Leïla Sebbar, éd. Bleu autour, 2002 (rééd. 2004, 2006, 2010 avec Christelle Taraud)
- Égyptiennes, cartes postales (1885-1930), avec Salah Stétié, éd. Bleu autour, 2003
- Abad, éd. Bleu Autour, 2005
- Istanbul : les derniers artisans, photos de Damien Guillaume, éditions Empreinte temps présent, 2013 (ISBN 9782356140616)

### Romans policiers
- L'ambassadeur est annoncé, éd. Le Passage, 2002
- On est des pros, éd. Le Passage, 2002
- Qui mange qui ?, éd. A TA TURQUIE, 2007[14]
- Un himalaya d'embrouilles, Editions Le Manuscrit, 2009 (ISBN 2304031226)